# Hraň
Hraň (1927–1948 slowakisch „Garaň“ – bis 1927 „Garaňa“; ungarisch Garany) ist eine Gemeinde im Osten der Slowakei mit 1528 Einwohnern (Stand 31. Dezember 2024), die zum Okres Trebišov, einem Kreis des Košický kraj sowie zur traditionellen Landschaft Zemplín gehört.

## Geographie
Die Gemeinde befindet sich im Ostslowakischen Tiefland am rechten Ufer des Flüsschens Trnávka, der beim Ort in die Ondava mündet. Das Ortszentrum liegt auf einer Höhe von 101 m n.m. und ist 17 Kilometer von Trebišov entfernt.
Nachbargemeinden sind Zemplínske Hradište im Norden, Malčice im Nordosten und Osten, Sirník und kurz Zemplínske Jastrabie im Süden und Novosad im Westen.

## Geschichte
Hraň wurde zum ersten Mal 1360 als Garan schriftlich erwähnt und gehörte damals zum Geschlecht Lossonczy. Weitere Gutsbesitzer waren Pauliner aus Trebischau (1686), Forgách (1753) und Almássy (Ende des 18. Jahrhunderts). 1787 zählte man 55 Einwohner und 499 Einwohner und 1828 119 Einwohner und 887 Einwohner, die in der Landwirtschaft, Obst- und Weinbau und als Fischer beschäftigt waren. 1831 beteiligten sich viele Einwohner am ostslowakischen Bauernaufstand, von 1880 bis 1890 wanderten viele Einwohner aus.
Bis 1918 gehörte der im Komitat Semplin liegende Ort zum Königreich Ungarn und kam danach zur Tschechoslowakei beziehungsweise heute Slowakei. Auf Grund des Ersten Wiener Schiedsspruchs lag er von 1938 bis 1944 noch einmal in Ungarn.

## Bevölkerung
| Jahr                | 1994 | 2004    | 2014    | 2024    |
| ------------------- | ---- | ------- | ------- | ------- |
| Anzahl der Personen | 1436 | 1566    | 1617    | 1528    |
| Unterschied         |      | +9,05 % | +3,25 % | −5,50 % |

| Jahr                | 2023 | 2024    |
| ------------------- | ---- | ------- |
| Anzahl der Personen | 1551 | 1528    |
| Unterschied         |      | −1,48 % |

Nach der Volkszählung 2011 wohnten in Hraň 1606 Einwohner, davon 1404 Slowaken, 15 Magyaren, 13 Roma, drei Tschechen und je ein Jude, Russine und Ukrainer; zwei Einwohner gehörten anderen Ethnien an. 166 Einwohner machten diesbezüglich keine Angabe. 903 Einwohner bekannten sich zur römisch-katholischen Kirche, 258 Einwohner zur reformierten Kirche, 152 Einwohner zur griechisch-katholischen Kirche, 34 Einwohner zu den Zeugen Jehovas, 21 Einwohner zur orthodoxen Kirche, 13 Einwohner zur evangelischen Kirche und zwei Einwohner zu den Siebenten-Tags-Adventisten; acht Einwohner bekannten sich zu einer anderen Religion. 36 Einwohner waren konfessionslos und bei 179 Einwohnern wurde die Konfession nicht ermittelt.

## Sehenswürdigkeiten
- römisch-katholische Kreuzauffindungskirche im Barockstil aus den Jahren 1756–57, der Hauptaltar mit zwei Seitenaltären wurde erst 1766 fertiggestellt
- reformierte Kirche im klassizistischen Stil aus dem Jahr 1842
- Landschloss im neoklassizistischen Stil aus dem Jahr 1903 unterhalb des Hügels Stuchla. Im 2. WK war es Standort eines Konzentrationslagers, heute befindet sich dort eine psychiatrische Anstalt für Kinder